# La Guerre du feu (película)
La Guerre du feu (en Hispanoamérica, La guerra del fuego; en España, En busca del fuego) es una película franco-canadiense de 1981 dirigida por el director francés Jean-Jacques Annaud y basada en la novela de título homónimo (traducida al español como La guerra del fuego o La conquista del fuego) escrita en 1911 por J. H. Rosny (pseudónimo de los hermanos belgas Joseph Henry Honoré Boex y Sheraphin Justine François Boex).

## Argumento
Los ulam son una tribu de hombres de las cavernas que poseen fuego en forma de una pequeña llama cuidadosamente custodiada que utilizan para iniciar incendios más grandes. Expulsados de su hogar después de una sangrienta batalla con el Wagabu como simio, los ulam se horrorizan cuando su fuego se extingue accidentalmente en un pantano. Debido a que la tribu no sabe cómo encender el fuego por sí mismos, por lo que Tsor, el líder de la tribu decide enviar a tres hombres, Naoh, Amoukar y Gaw, en una búsqueda para encontrar fuego.
El trío encuentra varios peligros en su viaje, incluido un encuentro con los kzamm, una tribu de caníbales de aspecto más primitivo. Los kzamm tienen fuego, y Naoh, Amoukar y Gaw deciden robarlo. Gaw y Amoukar atraen a la mayoría de los kzamm lejos de su campamento. Naoh mata a los guerreros restantes, pero no antes de ser mordido en los genitales por uno, lo que le causa agonía. Los tres ulam toman el fuego kzamm y se preparan para regresar a casa.
Una joven llamada Ika, que había sido cautiva de los kzamm, los sigue: hace una cataplasma primitiva para ayudar a Naoh a recuperarse de su lesión. Más tarde, Amoukar intenta violarla, pero se esconde cerca de Naoh, quien luego la monta delante de los otros dos.
Ika pronto reconoce que está cerca de su casa y trata de persuadir a los ulams para que la acompañen. Cuando se niegan, se van por caminos separados, todo el tiempo llamándolos. Finalmente, Naoh se da vuelta, seguido por los reacios Gaw y Amoukar. Después de que Naoh deja a los demás para explorar una aldea, queda atrapado en arenas movedizas, casi hundiéndose hasta su muerte, pero es descubierto y capturado por los ivaka, la tribu de Ika. Al principio, Naoh es sometido a varias formas de humillación por ellos: por ejemplo, se ve obligado a aparearse con las mujeres de alto rango de la tribu, que son voluminosas, según el modelo de las Venus paleolíticas. La pequeña Ika es excluida por su tribu, y cuando intenta acostarse cerca de él más tarde esa noche, es expulsada. Los ivaka muestran a Naoh su conocimiento avanzado de hacer fuego.
Gaw y Amoukar encuentran a Naoh entre los ivaka. Intentan rescatarlo, pero Naoh parece no querer irse. Por la noche, Ika los ayuda a dejar inconsciente a Naoh y escapar del campamento. Al día siguiente, Naoh se lava la pintura corporal de los ivaka. Intenta montar a Ika nuevamente, pero ella le enseña la posición misionera más íntima. Antes de que puedan llegar a su hogar, los tres son acosados por sus rivales dentro del grupo ulam, que desean robar el fuego y traerlo de vuelta, pero Naoh y su grupo los derrotan con los propulsores de los ivaka, superiores a las armas de los ulam.
Finalmente, uniéndose a los ulam, el grupo presenta el fuego para deleite de todos. Pero durante la celebración posterior, el fuego se extingue accidentalmente nuevamente. Naoh intenta crear un nuevo fuego como había visto en el campamento de Ivaka: tras varios intentos fallidos, Ika se hace cargo. Una vez que se enciende la chispa, la tribu se alegra, empiezan la práctica de como producir fuego y Amoukar cuenta a la tribu las aventuras de su travesía, las cuales además de las peleas con otras tribus, incluyeron aventuras con criaturas, como; dientes de sable y mamuts. 
Meses después, Naoh e Ika se preparan para tener un hijo.

## Personajes

### Principales
- Everett McGill como Naoh.
- Ron Perlman como Amoukar.
- Nameer El-Kadi como Gaw.
- Rae Dawn Chong como Ika.

### Otros
- Antonio Barichievich como miembro de la tribu kzamm.

## Producción

### Escritura y caracterización
El novelista Anthony Burgess creó formas de lenguaje especiales, mientras que los patrones de movimiento y gesto fueron desarrollados por el etólogo Desmond Morris. El idioma más avanzado del ivaka fue en gran medida el de los nativos cree/inuit del norte de Canadá, lo que causó cierta diversión entre los miembros de este grupo que vieron la película, ya que las palabras tienen poco que ver con la trama. Los ulam son retratados como hombres de las cavernas estereotipados, en una etapa intermedia de desarrollo en comparación con el Wagabu como simio, por un lado, y el ivaka, culturalmente más avanzado por el otro. El ulam e ivaka se representan como pigmentados ligeros y el kzamm como pelirrojo. Los ivaka se representan usando ornamentación corporal (joyas, pintura corporal, máscaras, artículos para la cabeza), lenguaje completamente desarrollado y tecnología simple como calabazas como vasos y propulsores.

### Rodaje
La película fue filmada en localización en las Tierras Altas de Escocia y el parque nacional Tsavo y el Lago Magadi en Kenia. La secuencia de apertura se filmó en Cathedral Grove en la Isla de Vancouver, Columbia Británica (paisaje forestal), mientras que la casa de la cueva se filmó en Greig's Caves, en la península de Bruce, a lo largo de la Escarpa del Niágara, cerca de Lion's Head, Ontario. 
Michael D. Moore fue el productor asociado a cargo de la acción y las escenas de animales.

## Acogida

### Crítica
La Guerre du feu tiene una puntuación de 86 % en Rotten Tomatoes, basada en 21 comentarios para una calificación promedio de 7,2/10. El consenso crítico indica que "Sus personajes no pueden hacer mucho más que gruñir, pero eso no impide que Quest for Fire ofrezca una mirada profundamente resonante, y sorprendentemente divertida, al comienzo de la raza humana".
Roger Ebert dio a la película tres estrellas y media, sobre cuatro, y escribió que lo vio como una "comedia límite" en las escenas iniciales, "Pero luego estos personajes y su búsqueda comenzaron a crecer en mí, y cuando terminó la película, me preocupó mucho cómo resultaría su vida". Gene Siskel, del Chicago Tribune, otorgó tres estrellas sobre cuatro, afirmando que "tal vez estuviste tentado por gritar bromas a la pantalla. Pero entonces el atractivo básico de la historia comienza a funcionar, y de vez en cuando nos encontramos preguntándonos: "Me pregunto si así fue como sucedió". Y cuando eso sucede, 'Quest for Fire' te ha enganchado". Janet Maslin, de The New York Times, escribió que la película era "más que una simple lección de ciencia enormemente entretenida, aunque ciertamente lo es. También es un drama conmovedor, divertido y de suspenso sobre los prehumanos". Sheila Benson, del Los Angeles Times, escribió que no sabía cuán precisa era la película históricamente, "Pero esto es hacer películas, no dataciones de carbono, y parece que cada pieza de la magia y la habilidad de cada oficio se han utilizado para liberar nuestra imaginación, para dejarla volar con la película y ver cómo pudo haber sido la vida hace 80 000 años". Pauline Kael de The New Yorker escribió: "Es casi imposible adivinar cuál es el tono de esta historia de amor de hombre mono (basada en una novela francesa, de JH Rosny, Sr.). ¿Estamos destinados a reírnos de la cutrez? ¿De las frentes de hombres lobo? Aproximadamente una pulgada por encima de sus cejas. El director, Jean-Jacques Annaud, parece estar dispuesto a que nos riamos, pero no estoy seguro de cuándo".

### Respuesta científica
En un ensayo para la revista American Anthropologist, Philip Lieberman, profesor de Lingüística de la Universidad Brown, describió como «absurda» la mezcla de diferentes niveles de avance entre las diferentes tribus que viven relativamente cerca; según él, «sería muy improbable hace 80 000 años» que los humanos todavía exhibieran características simiescas, al mismo tiempo que señaló que la tribu ivaka fuera representada como teniendo «una cultura de aldea que probablemente hubiera sido hace 10 000 años».

## Premios
La película fue nominada a seis Premios César en 1981, incluyendo Mejor guion original o adaptación para Gérard Brach, Mejor música escrita para una película para Philippe Sarde, Mejor fotografía para Claude Agostini y Mejores decorados para Brian Morris, ganando los de Mejor película y Mejor director. En 1983 ganó el Premio de la Academia al Mejor maquillaje. También en 1983, ganó en cinco categorías en los Premios Genie.